# Щербаково (Костанайская область)
Щербаково (каз. Щербаково) — село в Алтынсаринском районе Костанайской области Казахстана. Административный центр Щербаковского сельского округа. Находится примерно в 11 км к северо-северо-западу (NNW) от села Убаганское, административного центра района, на высоте 189 метров над уровнем моря. Рядом с селом расположен Аракарагайский сосновый бор. Код КАТО — 393259100.

## Население
В 1999 году численность населения села составляла 2615 человек (1285 мужчин и 1330 женщин). По данным переписи 2009 года, в селе проживало 1766 человек (856 мужчин и 910 женщин).